# Niimi

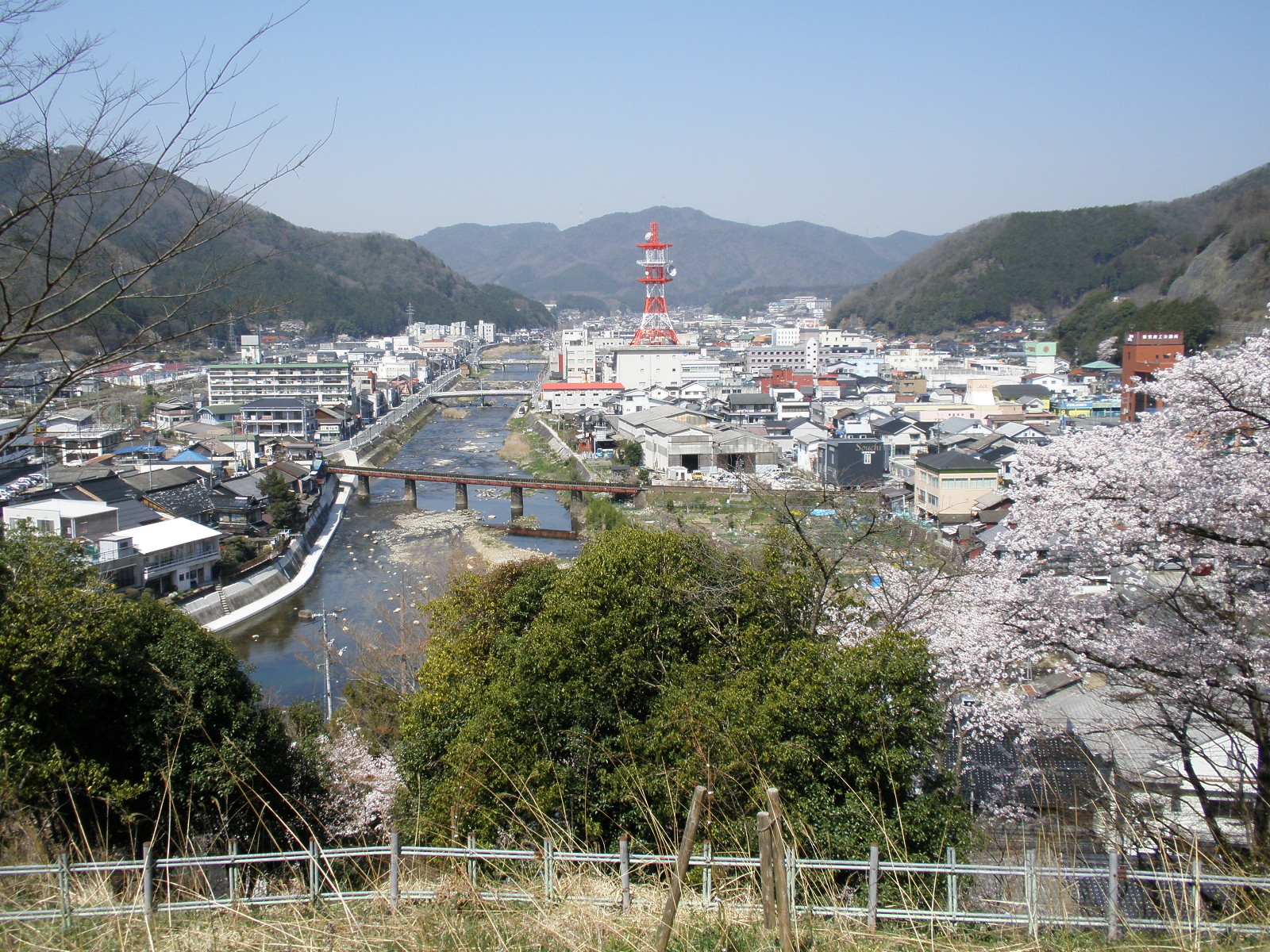
Niimi

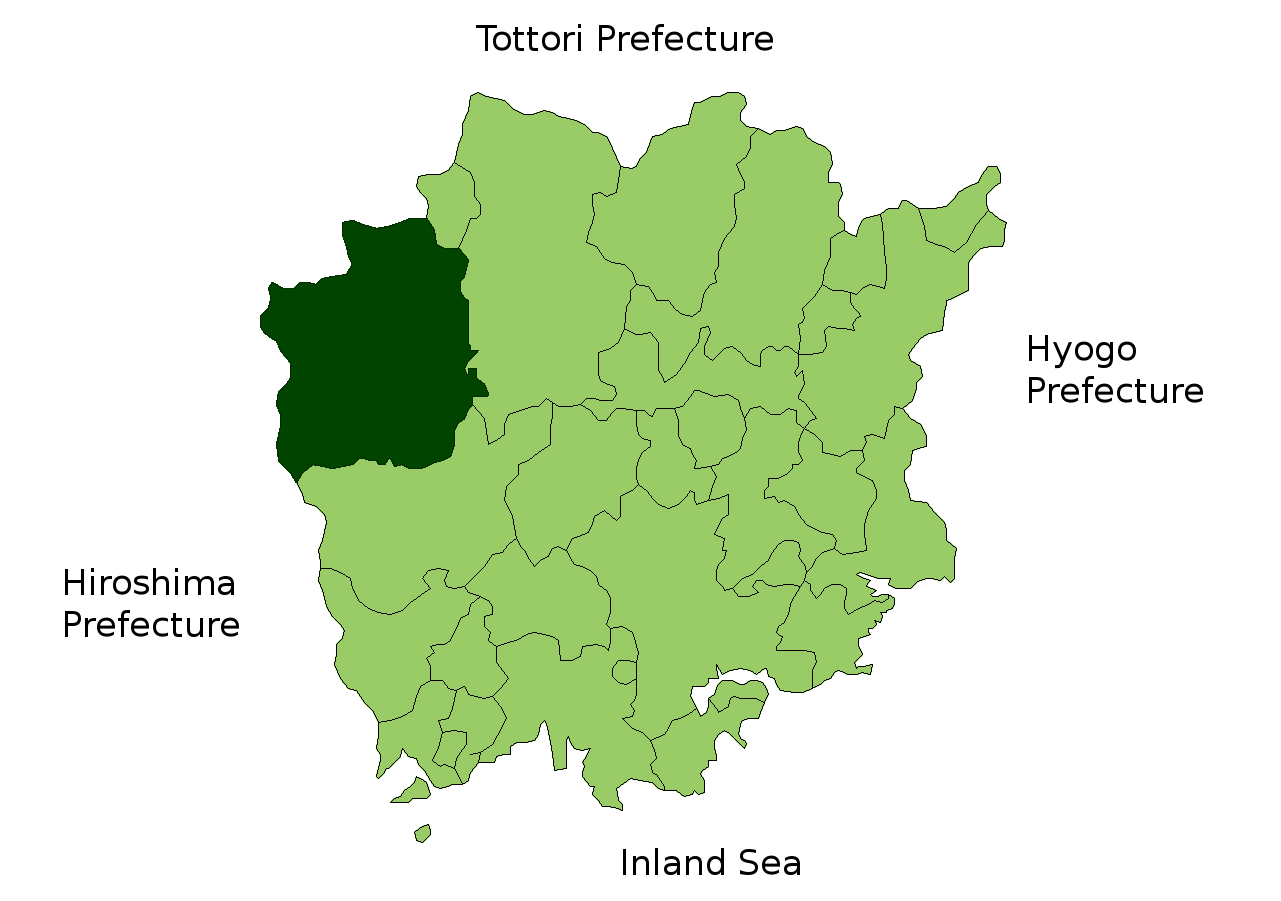

Niimi (新見市 Niimi-shi?) este un municipiu din Japonia, prefectura Okayama.